# بيسي وين
بيسي وين (بالإنجليزية: Bessie Wynn)‏ هي ممثلة أمريكية، ولدت في 1876 في شيكاغو في الولايات المتحدة، وتوفيت في 1968.

## وصلات خارجية
- بيسي وين على موقع IMDb (الإنجليزية)
- بيسي وين على موقع قاعدة بيانات برودواي على الإنترنت (الإنجليزية)